# Agustín Cattaneo
Agustín Cattaneo (Buenos Aires, Argentina, 15 de agosto de 1988) es un futbolista argentino que juega de Defensa y actualmente se encuentra en el Club Deportivo Español que milita en la Primera C.

## Trayectoria
Jugó en Tigre en las temporadas 2008 y 2009, formando parte del plantel profesional dirigido por Diego Cagna que logró un subcampeonato en el apertura 2008.
En el 2010 pasó al Figueirense de Brasil, consiguiendo el ascenso a la Serie A. 
Luego volvió a la Argentina para formar parte del plantel de Huracán de Tres Arroyos que militaba en el Argentino A.
En julio del 2012, Cattaneo fue incorporado en el Club Deportivo Armenio.
Para la temporada 2014/2015 es incorporado al plantel profesional del Club Atlético Platense.
En enero del 2015, Cattaneo fue incorporado al Club Comunicaciones, jugando en total 114 partidos y convirtiendo 7 goles. 
En julio de 2018, Cattaneo fue incorporado al Club Olimpo.

## Clubes
| Club                    | País      | Año       | PJ  | Goles |
| ----------------------- | --------- | --------- | --- | ----- |
| Tigre                   | Argentina | 2008-2009 | 0   | 0     |
| Figueirense             | Brasil    | 2010      | 3   | 0     |
| Huracán de Tres Arroyos | Argentina | 2011-2012 | 19  | 1     |
| Deportivo Armenio       | Argentina | 2012-2014 | 61  | 8     |
| Platense                | Argentina | 2014      | 3   | 0     |
| Club Comunicaciones     | Argentina | 2015-2018 | 114 | 7     |
| Olimpo                  | Argentina | 2018-2019 | 7   | 0     |
| Tristán Suárez          | Argentina | 2019-2022 | 20  | 1     |
| Club Comunicaciones     | Argentina | 2022      | 15  | 1     |
| Persita Tangerang       | Indonesia | 2022-2023 | 16  | 1     |
| Club Deportivo Español  | Argentina | 2023-Act. | 14  | 1     |